# ارتش صالح
ارتش صالح، ارتش نامنظم انگلیسی: Righteous army شبه نظامیان غیر رسمی هستند که در تاریخ کره هنگامی که ارتش های ملی به کمک نیاز داشتند، چندین بار ظاهر شده اند. اولین ارتش صالح در زمان تهاجم خیتان به کره و حمله مغول به کره ظاهر شدند. آنها متعاقباً در طی تهاجم ژاپن به کره (۱۵۹۸–۱۵۹۲) ، اولین و دومین تهاجم‌های مانچو و در طول استعمار ژاپن بر کره قیام کردند.